# Psophodes occidentalis
A Psophodes occidentalis a madarak osztályának verébalakúak (Passeriformes)  rendjébe és a Psophodidae családjába tartozó faj.

## Rendszerezése
A fajt Gregory Mathews ausztráliai ornitológus írta le 1912-ben, a Sphenostoma nembe Sphenostoma cristatum occidentale néven. Egyes szervezetek Sphenostoma occidentale néven jegyzik.

## Előfordulása
Ausztrália nyugati és középső részén honos. A természetes élőhelye a szubtrópusi, trópusi és mediterrán bokrosok. Állandó, nem vonuló faj.

## Megjelenése
Testhossza 19,5–22 centiméter, testsúlya 30–45 gramm.

## Életmódja
Valószínűleg rovarokkal és magvakkal táplálkozik.